# Rasa del Roure
La rasa del Roure és un afluent per la dreta de la rasa de Socarrats (la qual, ensems, ho és de la Ribera Salada).
Neix a 830 m d'altitud, a 330 m (vo) al nord de l'Hostal de Cirera just al costat del punt on comença la carretera que mena cap a les masies de la Mosella i de cal Socarrats. Des del seu naixement agafa la direcció predominant est-oest que mantindrà durant tot el seu recorregut.
A uns 1.200 m (vo) del lloc on s'origina, passa a tocar de la Font de la Tosca que li queda a la riba esquerra. 800 m més avall passa a prop de la masia del Roure de la Llena que s'aixeca també a uns 225 m (vo) també de la seva riba esquerra i que li dona el nom. 1.500 m. després rep per l'esquerra les aigües de la rasa de la Tosqueta, de 625 m de recorregut i 325 m més avall aboca les seves aigües a la rasa de Socarrats, a uns 600 m d'altitud.